# Kundelungu-Berge
Die Kundelungu-Berge befinden sich im Südosten der Demokratischen Republik Kongo in Zentralafrika.

## Geographie
Im Westen und Norden geht das Gebirge in das Mitumba-Gebirge über. Im Osten schließt sich der Mwerusee an; im Tal fließt der Luapula vorbei. Im Süden liegt die Stadt Lubumbashi.

## Größte Flüsse
Lufira, Luvua-Luapula

## Orte
- Likasi – 100 km südwestlich des Gebirges
- Lubumbashi – 150 km südlich des Gebirges

Koordinaten: 9° 47′ S, 27° 47′ O